# Tiendas D1
Tiendas D1 es una cadena de tiendas de descuento tipo hard discount en Colombia. Fue creada por los empresarios chilenos Michel Olmi y Luis Abudei en 2009, seis años después vendió el negocio al Grupo Valorem. Hoy es propiedad de Koba International Group y a 2022 tiene más de 2000 tiendas en Colombia distribuidas en 450 municipios de 28 departamentos. Su principal accionista es Valorem con cerca del 60% del total.

## Historia
La marca D1 fue fundada en Medellín, cuando el grupo panameño Koba International Group constituyó la filial colombiana Koba Colombia S.A.S. el 25 de marzo de 2009 con seis tiendas en Antioquia, luego su sede fue trasladada al municipio vecino de Itagüí. En 2012 la sede fue llevada al departamento de Cundinamarca, Cajicá en 2012 y Tocancipá desde 2013. En el año 2014 el grupo Valorem compra el 34 % de Koba por un precio de USD 68,9 millones alcanzando una participación accionaria de 59,75 %.
En 2016, los fundadores de la marca D1 decidieron abrir su nueva tienda al público colombiano bajo la marca Mercadería Justo & Bueno y desde entonces ha librado una batalla comercial con D1.
En Colombia la cadena D1 ocupa el segundo lugar en el ranking de las de mayores ingresos, con un incremento de 34,84% hasta los $9,91 billones pesos colombianos.
La cadena D1 logró posicionarse en 2024 en el puesto 7 entre los 10 almacenes donde compran los colombianos, incrementando sus ventas en un 24,8 % respecto al año 2023, haciendo competencia a los tradicionales almacenes del país.